# Valeriana bryophila
Valeriana bryophila là một loài thực vật có hoa trong họ Kim ngân. Loài này được Barrie miêu tả khoa học đầu tiên năm 1989.